# Arian Foster
Arian Isa Foster (Albuquerque, 24 agosto 1986) è un ex giocatore di football americano statunitense che ha militato nel ruolo di running back nella National Football League (NFL).
Foster firmò con gli Houston Texans come free agent dopo non essere stato scelto nel Draft NFL 2009, entrando nel roster attivo il 17 novembre 2009. Al college giocava per l'Università del Tennessee. Foster era conosciuto per la sua esultanza chiamata "Namaste" quando segnava un touchdown.

## Carriera universitaria
Nei 4 anni che giocò con i Volunteers, Foster apparve con la maglia numero 27 in 47 partite nel ruolo di running back, totalizzando 2.964 yard con 23 touchdown in 650 portate e 742 yard con 2 TD in 83 ricezioni.

## Carriera professionistica

### Houston Texans

#### Stagione 2009
Foster fu firmato dagli Houston Texans il 1º maggio 2009. Fu in seguito svincolato il 5 settembre 2009 ma rifirmò il giorno seguente per la squadra di allenamento ed introdotto nel roster degli effettivi il 17 novembre. Fece il suo debutto nella NFL contro i Tennessee Titans il 23 novembre 2009 giocando negli special team. Segnò il suo primo touchdown contro i Miami Dolphins il 27 novembre 2009 con una corsa da 17 yard. Debuttò titolare per la prima volta in carriera contro i New England Patriots il 3 gennaio 2010 ottenendo la sua prima partita in carriera da 100 yard su corsa, correndo per 119 yard e segnando due volte su 20 portate.
A fine della sua prima stagione, Foster giocò in totale 6 partite, di cui una da titolare correndo per 257 yard e 3 touchdown.

#### Stagione 2010

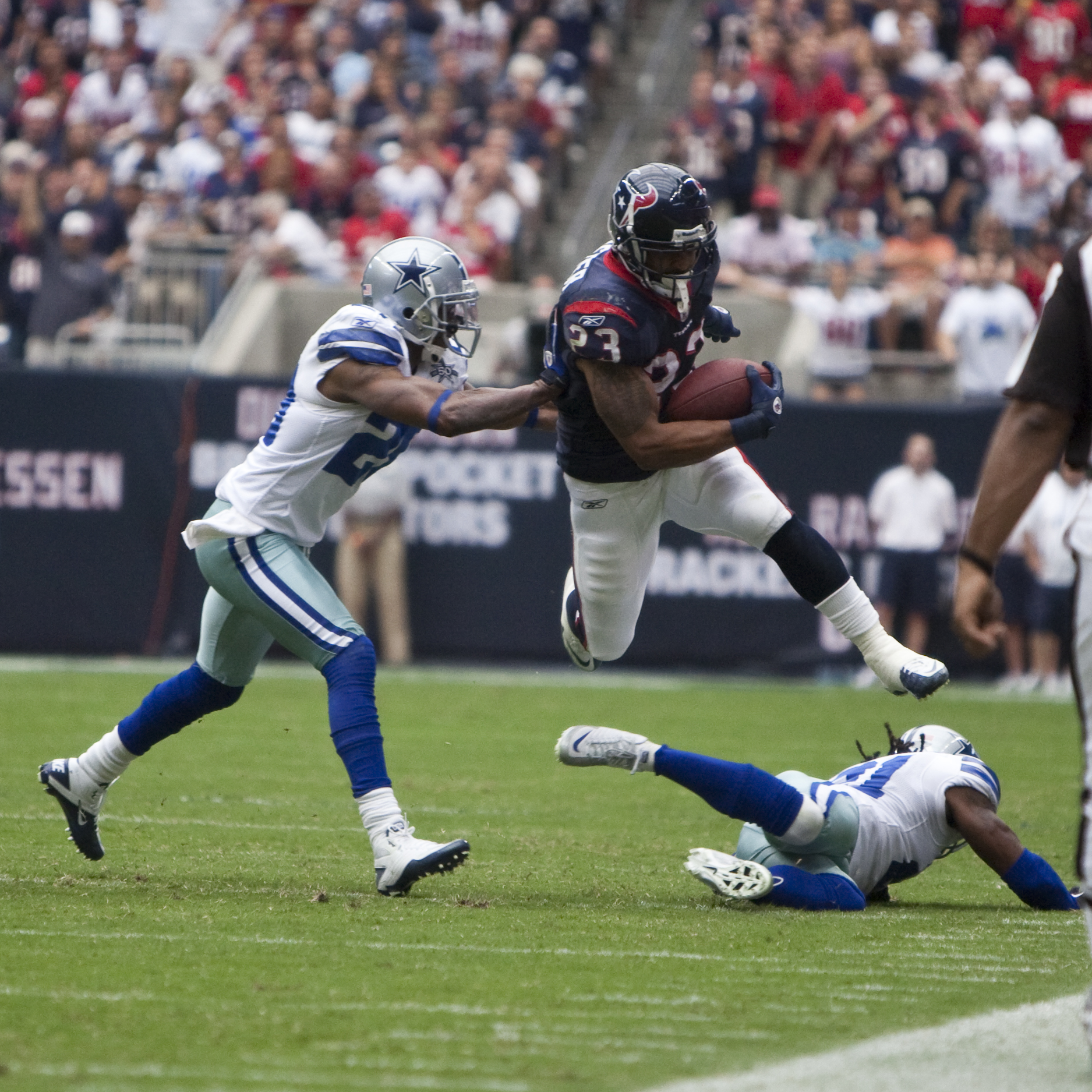
Foster nel 2010 contro i Dallas Cowboys.

Nella gara di apertura della stagione 2010, il 12 settembre, a Houston contro gli Indianapolis Colts, Foster sostituì Steve Slaton, il running back titolare della stagione 2009, e stabilì molti record di franchigia: corse 33 volte per 231 yard e 3 touchdown. Oltre ad aver battuto il record per il maggior numero di yard corse da un giocatore dei Texans in una singola gara, lui e Slaton misero insieme 260 yard corse, più del record di squadra per il numero di yard totali corse in una partita e stabilendo il record per il maggior numero di yard corse concesse da un avversario dei Colts. Foster ebbe anche il secondo di sempre nel giorno di apertura della stagione, dietro solamente ad O.J. Simpson che corse 250 yard nel 1973. Durante la 4ª settimana contro gli Oakland Raiders dopo essere stato in panchina nel primo quarto, Foster registrò la più lunga corsa nella storia dei Texans con un touchdown da 74 yard nel terzo periodo. Houston alla fine vinse 31-24 grazie alle 187 yard di Foster dalla linea di scrimmage. Dopo essere stato sorpassato in yard corse da Jamaal Charles durante l'ultima gara dei Chiefs nella stagione regolare, Foster compì un'altra performance spettacolare correndo per 180 yard e 2 TD vincendo la classifica stagionale della NFL con 1,616 yard corse e 604 yard ricevute superando il record di Priest Holmes per il maggior numero di yard dalla linea di scrimmage per un giocatore non scelto nel draft. A fine stagione fu convocato per il suo primo Pro Bowl.

#### Stagione 2011
Foster si infortunò due volte al muscolo posteriore della coscia nella preseason 2011, saltando quindi la partita di debutto contro i Colts. Egli tornò la 2a settimana contro i Miami Dolphins ma dopo aver portato la palla 10 volte per 33 yard corse nel primo tempo, saltò il resto della partita a causa del ri-aggravarsi del suo infortunio precedente.
Foster saltò la terza partita a New Orleans per il riacutizzarsi dell'infortunio, ma tornò contro i Pittsburgh Steelers la domenica seguente. Contro Pittsburgh, Foster corse 30 volte per 155 yard, compreso un TD su corsa da 42 yard nell'ultimo periodo che diede la vittoria alla sua squadra 17-10. In quella che fu la sua decima partita in carriera da oltre 100 yard, il totale di Foster di 155 yard fu il secondo più alto concesso ad un running back dagli Steelers dal 2001 in cui Curtis Martin ne corse 174 contro Pittsburgh nel dicembre 2003. Inoltre, il suo TD da 42 yard fu il più lungo concesso dagli Steelers dal 2006.
I Texans persero coi Raiders a Houston nella 5ª settimana, un giorno dopo che il leggendario proprietario dei Raiders Al Davis scomparve. Foster faticò nella partita, correndo solo 68 yard su 22 portate. Fu come ricevitore che Foster brillò contro Oakland, ricevendo 6 palloni per 116 yard, compreso un massimo in carriera da 60 yard nel terzo quarto. La rimonta dell'ultimo minuto di Houston si interruppe quando il quarterback Matt Schaub fu intercettato nella end zone, i Texans persero 25-20.
Nella 6ª settimana , l'arcigna difesa dei Baltimore Ravens si rivelò ostica per Foster che fu limitato a 49 yard in 15 possessi in una sconfitta per 29-14. Foster continuò a contribuire nel gioco sui passaggi, ricevendone 6 per 52 yard.
Foster esplose nella settimana 7 contro i Tennessee Titans, correndo per 115 yard e 2 touchdown su 25 possessi e ricevendo altre 119 yard e un altro touchdown su 5 ricezioni. Grazie a ciò, i Texans vinsero 41-7 diventando i nuovi leader della propria division; le 234 yard totali di Foster si avvicinarono al suo primato personale di 238, registrati nel debutto dell'anno precedente a Indianapolis.
Contro i Jacksonville Jaguars, Foster eguagliò il suo record di 33 corse tentate, totalizzanddo 112 yard. Saltò l'ultima partita di campionato per un problema al ginocchio.
Alla fine della stagione regolare i Texans vinsero la loro division e si qualificarono per la prima volta nella loro storia ai play-off grazie alle prestazioni di Foster e malgrado l'infortunio del loro quarterback titolare Schaub che venne sostituito da T.J. Yates. Foster venne convocato per il suo secondo Pro Bowl consecutivo non giocandolo per via del suo infortunio al ginocchio e fu votato al 25º posto nella NFL Top 100, l'annuale classifica dei migliori cento giocatori della stagione.

#### Stagione 2012
Il 5 marzo 2012, Foster firmò un prolungamento contrattuale coi Texans della durata di 5 anni per un totale di 43,5 milioni di dollari, di cui 20,75 garantiti.
Il 9 settembre, nella partita di debutto della stagione 2012, Arian iniziò alla grande l'annata correndo per 79 yard e segnando 2 touchdown nella vittoria dei Texans per 30-10 in casa dei Miami Dolphins. Nel turno successivo, i Texans vinsero nuovamente per 27-7 contro i Jaguars: Foster giocò nuovamente bene correndo 110 yard e segnando un touchdown oltre a ricevere 6 passaggi per 37 yard.
Con la vittoria sui Denver Broncos della settimana 3, i Texans partirono per la prima volta nella loro storia con un record di 3-0: Arian continuò ad essere un trascinatore per la squadra correndo 105 yard su 25 tentativi e segnando un touchdown su ricezione. Nella settimana 4 i Texans continuarono la loro marcia da imbattuti superando nettamente i Tennessee Titans con Foster che corse 86 yard e segnò un touchdown. Nel Monday Night Football del turno successivo i Texans si portarono sul record di 5-0 con il running back che continuò a trascinare l'attacco dei Texans con 152 yard corse e un touchdown.
Nella settimana 6 i Texans subirono la prima netta sconfitta stagionale contro i Packers: Foster corse solamente 29 yard ma segnò due touchdown. Houston si rifece nel turno successivo dominando i Baltimore Ravens per 43-13: Arian corse 98 yard e segnò altri 2 touchdown, rimanendo saldamente in testa alla classifica di specialità con 9 segnature su corsa.
Dopo la settimana di pausa, i Texans batterono agevolmente i Buffalo Bills con Foster che corse 111 yard e segnò un touchdown. Nella sfida della settimana 10 tra due delle squadre più in forma della lega, i Texans batterono i Chicago Bears salendo a un record di 8-1, il migliore della NFL. Arian corse 102 yard e segnò un touchdown su ricezione.
Nella settimana 11, i Texans, la squadra col miglior record della lega, vinsero una partita epica contro i Jacksonville Jaguars, ultimi nella NFL con una sola vittoria. Tra continui ribaltamenti di fronte, Houston la spuntò ai supplementari, con Foster che corse 77 yard.
Nella gara del Giorno del Ringraziamento Arian e i Texas giocarono una gara simile alla precedente, vincendo solo ai supplementari contro i Detroit Lions. Il running back corse 102 yard e segnò 2 touchdown. Grazie a questa prova vinse per la terza volta in carriera il premio di miglior running back della settimana.
Con la vittoria nella settimana 13 sui Titans, Houston centrò la seconda qualificazione ai playoff consecutiva con Arian che segnò il suo tredicesimo touchdown su corsa in stagione. Nel Monday Night Football successivo Houston perse la seconda gara stagionale contro i Patriots malgrado un altro touchdown del suo running back.
Nella settimana 15 Houston si assicurò il secondo titolo di division consecutivo battendo i Colts. Arian corse 165 yard su 27 tentativi. La domenica successiva i Texans persero la terza gara del 2012 contro i Minnesota Vikings ma Foster passò gran parte della partita negli spogliatoio per un improvviso problema cardiaco. Tre giorni dopo fu convocato per il terzo Pro Bowl in carriera.
Nell'ultimo turno di campionato i Texans si giocarono la possibilità di saltare il primo turno di playoff perdendo la terza gara nelle ultime quattro. Contro i Colts, Foster corse 96 yard e segnò un touchdown. La sua stagione regolare terminò con 1.424 yard corse e guidò la NFL in touchdown su corsa (15) e totali (17).
Il 5 gennaio 2013, Foster divenne il primo giocatore della storia della NFL a superare le cento yard corse in tutte le prime 3 gare di playoff della carriera. Houston eliminò facilmente i Bengals come l'anno precedente con Arian che corse 140 yard e segnò un touchdown. La stagione di Houston si arrestò per il secondo anno consecutivo nel divisional round a causa della sconfitta contro i Patriots, con Arian che corse 90 yard e segnò un touchdown su corsa e uno su ricezione. A fine anno fu posizionato al numero 8 nella classifica dei migliori cento giocatori della stagione.

#### Stagione 2013
Foster iniziò la stagione dividendo per la prima volta i possessi con Ben Tate e segnò il suo primo (e unico) touchdown su corsa nella vittoria della settimana 2 ai supplementari contro i Titans. Nella settimana 4 i Texans persero la seconda gara consecutiva, ai supplementari contro i Seahawks, malgrado 102 yard corse e un TD su ricezione di Foster. Nella settimana 6 Arian corse 141 yard ma Houston perse la quarta gara consecutiva. Dopo aver passato i giorni seguenti limitato in allenamento da un problema al tendine del ginocchio, Foster fu costretto a uscire dalla gara della settimana 7 contro i Chiefs per lo stesso motivo. Il 10 novembre fu annunciato che il giocatore si sarebbe operato alla schiena, perdendo tutto il resto dell'annata. Senza Foster, Houston non vinse più alcuna partita, terminando col peggior record della lega e perdendo tutte le ultime 14 partite.

#### Stagione 2014
Foster tornò in campo nella settimana di debutto contro i Redskins correndo 103 yard su 27 tentativi, riportando Houston alla vittoria dopo quasi un anno. Altre 138 yard e il primo touchdown segnato li fece registrare la domenica successiva nella vittoria sui Raiders. A rallentare il suo positivo inizio stagionale vi fu un infortunio al tendine del ginocchio che non gli permise di scendere in campo nella settimana 3. Tornato a pieno regime nella settimana 5, corse 157 yard e segnò 2 touchdown nella sfida tutta texana contro i Cowboys, in cui Houston fu superata solo ai supplementari. Altri due touchdown li segnò quattro giorni dopo contro i Colts, in cui concluse con 109 yard corse. La quarta vittoria, Houston la ottenne nella settimana 8 in casa dei Titans, i cui Arian trascinò i suoi con 151 yard corse e tre touchdown, due su corsa e uno su ricezione. La domenica seguente contro gli Eagles segnò ancora su ricezione ma fu costretto ad uscire nel finale di gara per un infortunio all'inguine che lo costrinse a perdere le due gare successive. Tornò in campo nel dodicesimo turno correndo 79 yard e segnando un touchdown su ricezione nella vittoria casalinga sui Titans. Due settimane dopo, con la 32ª gara in carriera da oltre cento yard corse, superò il record di 31 di Priest Holmes per un giocatore non scelto nel Draft. La sua prova, nella vittoria esterna sui Jaguars, si concluse con 127 yard corse e un touchdown. Nel penultimo turno, guidò i suoi con 96 yard corse e lanciò un passaggio da touchdown da 5 yard per C.J. Fiedorowicz nella vittoria sui Ravens. A fine anno fu convocato per il quarto Pro Bowl in carriera e inserito all'80º posto nella NFL Top 100 dopo avere terminato la sua annata con 1246 yard corse e 13 touchdown (8 su corsa e 5 su ricezione).

#### Stagione 2015
Foster fu costretto a saltare le prime tre gare della stagione 2015 a causa di un infortunio all'inguine patito durante il training camp. Fece il suo debutto nel quarto turno nella netta sconfitta contro Atlanta, correndo solo 10 yard su 8 tentativi. Tre settimane dopo, dopo avere segnato due touchdown contro i Dolphins, Foster si ruppe il tendine d'Achille, perdendo tutto il resto della stagione.

### Miami Dolphins
Il 18 luglio 2016, Foster firmò un contratto di un anno con i Miami Dolphins. Debuttò con la nuova maglia nella sconfitta del primo turno contro i Seahawks in cui corse 38 yard e ne ricevette 62 dal quarterback Ryan Tannehill. Dopo un altro grave infortunio, il 25 ottobre 2016 Foster annunciò il proprio ritiro.

## Palmarès
- Convocazioni al Pro Bowl: 4

2010, 2011, 2012, 2014
- First-Team All-Pro: 2

2010, 2012
- Second-team All-Pro: 1

2011
- Running back della settimana: 3

1ª e 17ª del 2011, 12ª del 2012
- Miglior giocatore offensivo del mese della AFC: 2

settembre 2010, ottobre 2011
- Miglior giocatore offensivo della settimana della AFC: 1

1ª del 2010
- Leader della NFL in touchdown su corsa: 2

2010, 2012

## Statistiche
| Anno     | Anno     | Corse | Corse | Corse | Corse | Corse | Corse | Corse | Ricezioni | Ricezioni | Ricezioni | Ricezioni | Ricezioni |
| Stag.    | Squadra  | P     | Ten   | Yard  | Media | Y/P   | Max   | TD    | Ric       | Yard      | Media     | Max       | TD        |
| -------- | -------- | ----- | ----- | ----- | ----- | ----- | ----- | ----- | --------- | --------- | --------- | --------- | --------- |
| 2009     | HOU      | 6     | 54    | 257   | 4.8   | 42.8  | 24    | 3     | 8         | 93        | 11.6      | 20        | 0         |
| 2010     | HOU      | 16    | 327   | 1,616 | 4.9   | 101.0 | 74    | 16    | 66        | 604       | 9.2       | 50        | 2         |
| 2011     | HOU      | 13    | 278   | 1,224 | 4.4   | 94.2  | 43    | 10    | 53        | 617       | 11.6      | 78        | 2         |
| 2012     | HOU      | 16    | 351   | 1,424 | 4.1   | 89.0  | 46    | 15    | 40        | 217       | 5.4       | 23        | 2         |
| 2013     | HOU      | 8     | 121   | 542   | 4.5   | 67.8  | 23    | 1     | 22        | 183       | 8.3       | 41        | 1         |
| 2014     | HOU      | 13    | 260   | 1,246 | 4.8   | 95.8  | 51    | 8     | 38        | 327       | 8.6       | 56        | 5         |
| 2015     | HOU      | 4     | 63    | 163   | 2.6   | 40.8  | 16    | 1     | 22        | 227       | 10.3      | 32        | 2         |
| Carriera | Carriera | 76    | 1,454 | 6,472 | 4.5   | 85.2  | 74    | 54    | 249       | 2,268     | 9.1       | 78        | 14        |

- P = partite totali giocate
- PT = partite da titolare giocate
- Ten = corse tentate
- Yard = yard totali guadagnate su corsa o ricezione
- Media = media di yard guadagnate per corsa o ricezione
- Y/P = media di yard su corsa guadagnate a partita
- Max = corsa o passaggio più lungo della stagione
- TD = numero di touchdown segnati su corsa o ricezione
- Ric = ricezioni effettuate